# Aphrodisias (djur)
Aphrodisias är ett släkte av insekter som beskrevs av Kirkaldy, 1906; det är släktet av planthoppare i familjen Fulgoridae och finns i Centralamerika.

## Arter
Fulgoromorpha Lists On the Web inkluderar:
1. Aphrodisias cacica Stål, 1869 - typ art[3]
2. Aphrodisias shaman O'Brien, 1991